# François Sacqueleu
François Dominique Joseph Sacqueleu (Doornik, 9 juli 1805 - Froyennes, 4 juni 1880) was een Belgisch senator.

## Levensloop
Sacqueleu was een zoon van François Sacqueleu en van Florence Tonnelier. François was uitbater van marmergroeven in Basècles en van kalkovens, en was gemeenteraadslid van Doornik. François junior bleef vrijgezel. Hij was een broer van senator Charles Sacqueleu.
Na gepromoveerd te zijn tot doctor in de rechten (1830) aan de Universiteit van Luik, vestigde hij zich als advocaat in Doornik. In 1847 werd hij benoemd tot arrondissementscommissaris voor het arrondissement Doornik.
Bij de eerder vroegtijdige dood van zijn broer, volgde hij hem in 1860 op als liberaal senator voor het arrondissement Doornik en ook hij vervulde dit mandaat tot aan zijn dood.